# 後免駅
後免駅（ごめんえき）は、高知県南国市駅前町二丁目にある、四国旅客鉄道（JR四国）・土佐くろしお鉄道（TKT）の駅。南国市の代表駅である。

## 概要

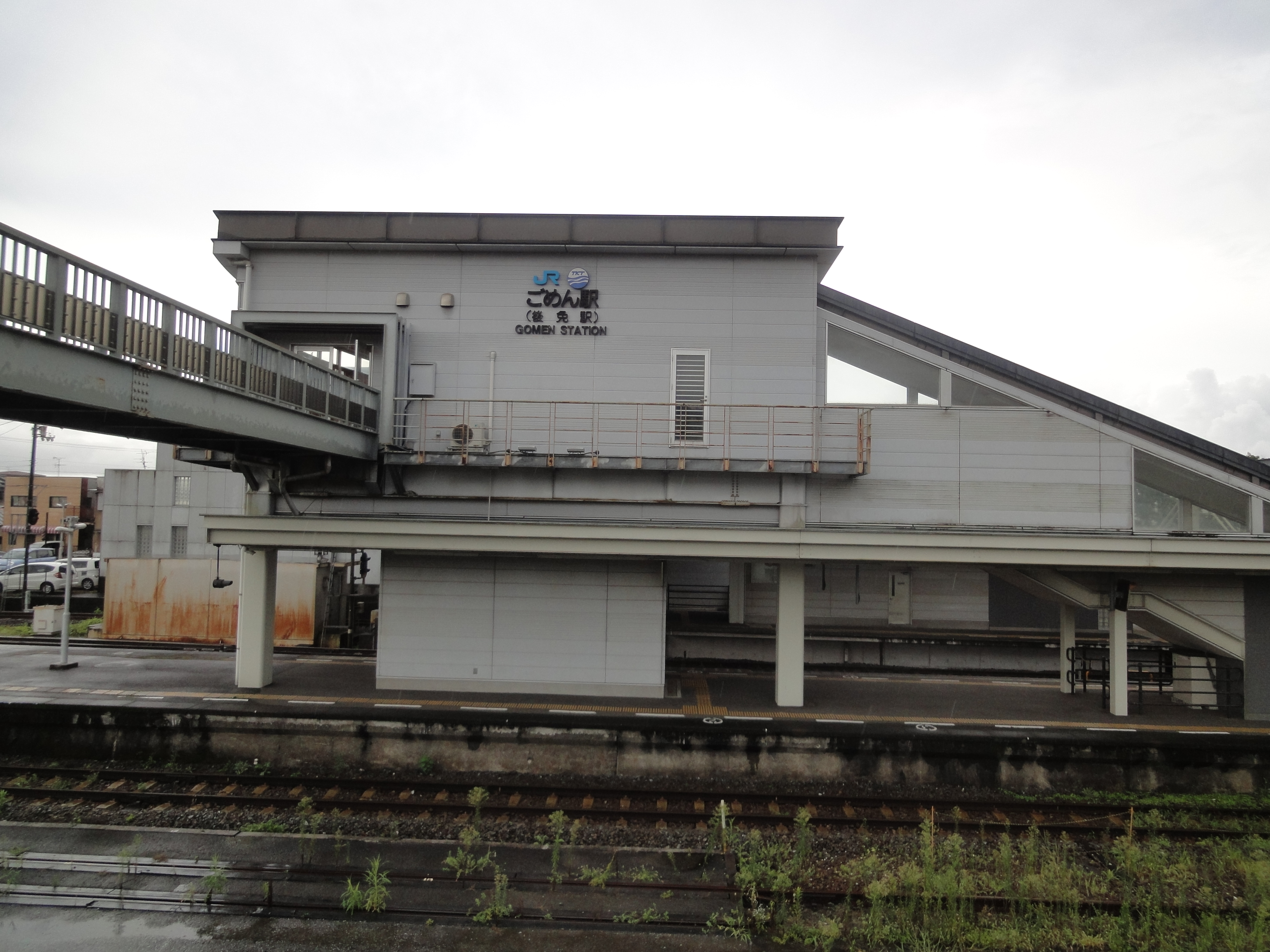
北口（左上の橋上に入口がある）

南国市の代表駅で、JR四国と土佐くろしお鉄道が構内を共用する共同使用駅。駅の管轄はJR四国が全面的に行なっている。
JR四国の土讃線と、土佐くろしお鉄道のごめん・なはり線が乗り入れる。ごめん・なはり線は当駅が起点であるが、一部列車は土讃線に直通運転を実施しており高知駅まで乗り入れている。駅番号は、JR四国が「D40」、土佐くろしお鉄道が「GN40」である。

## 歴史
1926年から1974年までは、当駅には土佐電気鉄道の安芸線が発着していた。同線は国鉄阿佐線（牟岐駅 - 後免駅）の建設促進を名目とし、日本鉄道建設公団への用地売却による赤字解消を目的として1974年に廃線となった。
その後、日本国有鉄道経営再建促進特別措置法施行によって阿佐線の工事は凍結されたが、第三セクター鉄道の土佐くろしお鉄道が西部側の工事を継承し、2002年に同社のごめん・なはり線として開業した。
駅名は駅設置当時、駅周辺が長岡郡後免町に属していたことに因んでいるが、1959年に後免町その他の合併により南国市が発足した後も改称されていない。

### 年表
- 1925年（大正14年）12月5日：鉄道省土讃線（当時・高知線）が土佐山田まで延伸されると同時に開業[2]。
- 1926年（大正15年）4月11日：高知鉄道（後の土佐電気鉄道）後免駅開業。安芸方面への連絡駅となる。
- 1941年（昭和16年）7月12日：社名変更により高知鉄道の駅が土佐交通の駅となる。
- 1948年（昭和23年）6月3日：会社合併により土佐交通の駅が土佐電気鉄道の駅となる。
- 1954年（昭和29年）4月25日：大栃線（自動車線）播磨屋橋 - 土佐山田間延伸で当駅に乗り入れる。
- 1963年（昭和38年）2月15日：国鉄の規則改正で、大栃線は同一駅扱いを廃止し「後免駅前」停車場に改称。
- 1974年（昭和49年）4月1日：土佐電気鉄道安芸線廃止。
- 1984年（昭和59年）2月1日：車扱貨物の取り扱いを廃止[2]。
- 1986年（昭和61年）11月1日：荷物扱い廃止[2]。
- 1987年（昭和62年）4月1日：国鉄分割民営化によりJR四国の駅となる[2]。
- 1997年（平成9年）3月22日：大栃線知寄町三丁目 - 土佐山田間廃止のため当駅を通るJRバスが無くなる。
- 2001年（平成13年）4月25日：ごめん・なはり線開業に備えて駅舎を改築し、橋上駅舎となる（改築時は2面3線でごめん・なはり線開業時に2面4線とする）[1]。
- 2002年（平成14年）7月1日：土佐くろしお鉄道ごめん・なはり線開業。土佐くろしお鉄道との共同使用駅となる。
- 2003年（平成15年）5月：北口を新設[3]。
- 2021年（令和3年）10月以降：みどりの券売機プラスの利用を開始し、みどりの窓口が営業を終了[4]。

## 駅構造
交換・待避設備を備えた島式ホーム2面4線のホームを持ち、橋上駅舎を有する地上駅である。当初は出入口が現在の南口1箇所だけであったが、2003年5月に北口が新設された。
ホーム番号は0番線から3番線までとなっており、土讃線は1 - 3番線、土佐くろしお鉄道は0・1番線を使用する。また、2番線が上下本線の一線スルー配線となっているが、土讃線と土佐くろしお鉄道の直通が1番線しか対応していないことによるダイヤの制約もあり、発着番線は一定していない。
土佐くろしお鉄道の一部の列車は高知駅まで乗り入れるため、当駅でJRの列車との分割・併合が行われる。なお、ごめん・なはり線は伊尾木駅付近およびのいち駅 - よしかわ駅間を除く全線にわたり高架構造となっているが、当駅の直前で土讃線に並行して地上構造の当駅に接続している。
JR四国の駅長配置駅。

### のりば
| のりば | 会社             | 路線              | 方向 | 行先                               | 備考                                         |
| ------ | ---------------- | ----------------- | ---- | ---------------------------------- | -------------------------------------------- |
| 0      | 土佐くろしお鉄道 | ■ごめん・なはり線 | -    | あかおか・安芸・奈半利方面         | 当駅折返し                                   |
| 1      | 土佐くろしお鉄道 | ■ごめん・なはり線 | -    | あかおか・安芸・奈半利方面         | 土讃線高知方面からの直通                     |
| 1      | JR四国           | ■土讃線           | 下り | 高知・須崎・窪川・中村方面         | ごめん・なはり線からの直通はすべてこのホーム |
| 1      | JR四国           | ■土讃線           | 上り | 土佐山田・阿波池田・高松・岡山方面 |                                              |
| 2・3   | JR四国           | ■土讃線           | 下り | 高知・佐川・須崎・中村方面         | 土佐山田方面からの列車のみ                   |
| 2・3   | JR四国           | ■土讃線           | 上り | 土佐山田・阿波池田・高松・岡山方面 |                                              |

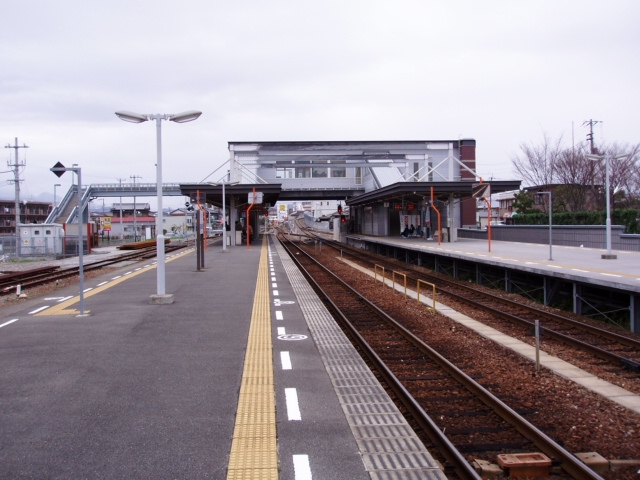
ホーム（2006年1月）
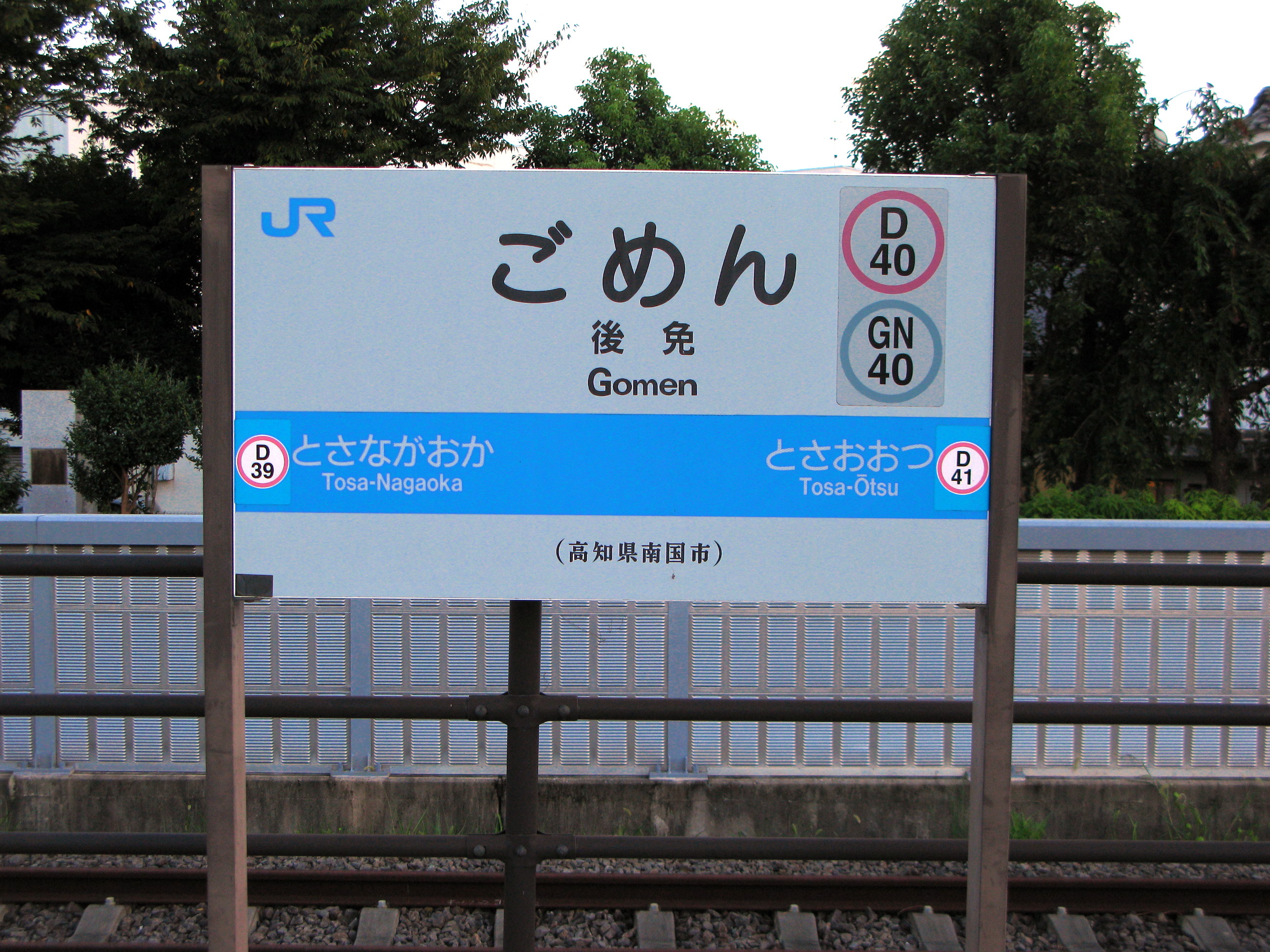
JR四国の駅名標（2010年8月） 当駅に限り平仮名主体で表記されている。
土佐くろしお鉄道の駅名標（2008年3月）

## 利用状況
- JR後免駅の1日平均の乗車人員は1,815人である（2022年度）[5]。これは高知県内の駅では高知駅に次いで2番目に多い。

| 乗車人員推移 | 乗車人員推移 |
| 年度         | 1日平均人数  |
| ------------ | ------------ |
| 2013年       | 2,012        |
| 2014年       | 1,948        |
| 2015年       | 1,945        |
| 2016年       | 1,897        |
| 2017年       | 1,931        |
| 2018年       | 1,970        |
| 2019年       | 1,892        |
| 2020年       | 1,656        |
| 2021年       | 1,706        |
| 2022年       | 1,815        |

## 駅周辺
- とさでん交通後免線・後免西町停留場（約徒歩5分）
- 高知県立高知東工業高等学校
- 高知県立高知農業高等学校
- 南国市立後免野田小学校
- 南国市立長岡小学校
- 南国市立鳶ヶ池中学校
- ナンコクスーパーパステ店
- 日吉神社
- 国道195号
- 高知県道244号後免停車場線
- 西島園芸団地
- 四国霊場第二十九番札所 国分寺（約2.5 km）
- やなせたかしロード
- やなせたかし・ごめん駅前公園 - やなせが幼少期を過ごした地[6]
- 中村時計博物館
- 後免駅前公園

### バス路線
「後免駅前」停留所にて、南国市コミュニティバスの路線が発着する。
- 植田
- JA高知病院
- 前浜車庫

## イメージキャラクター

ごめん えきお君

名称は「ごめん えきお君」。やなせたかしがデザイン。駅員の服装の男の子で、衣装のデザインは奈半利駅のキャラクター「なは りこちゃん」とお揃いとなっており、帽子には「GOMEN」と記載されている。
このキャラクターのモニュメントは、0・1番ホームの横に設置されている。また、このモニュメントに隣接してアンパンマンの石像と後免駅の歌である「ごめん駅でごめん」（作詞：やなせたかし、作曲：近藤浩章）の歌碑が設置されている。また、バップが発売する『いいなぁ安芸（アキ）』（2003年発売）というアルバムに「ごめん駅でごめん」の曲が収録されている（編曲：近藤浩章、歌：岡崎裕美、声：やなせたかし）。「ごめん駅でごめん」の歌詞は駅名の「後免」と謝罪の意を表す日本語の感動詞「ごめん」を語呂合わせしたものである。

## 隣の駅
四国旅客鉄道（JR四国）
■土讃線
- 特急「南風」「しまんと」停車駅

■普通
土佐山田駅 (D37) - 山田西町駅 (D38)（※） - 土佐長岡駅 (D39)（※） - 後免駅 (D40) - 土佐大津駅 (D41)
（※）一部の上り普通列車は土佐長岡駅および山田西町駅に停車しない。
土佐くろしお鉄道
■ごめん・なはり線
■快速・■普通（いずれも土讃線内は普通列車として各駅に停車）
（土佐大津駅 - ）後免駅 (GN40) - 後免町駅 (GN39)